# Ann Ayano
Ann Ayano (japanisch あや乃あん Ayano Ann, geboren am 10. Februar 1988 in Tokio) ist eine Film- und Theaterschauspielerin mit Wurzeln in der japanischen Kultur.

## Leben
Sie wurde in Tokio als Tochter des deutschen Filmproduzenten Manfred Durniok und einer japanischen Mutter geboren, daher stammt ihr weiterer Künstlername Ayano Durniok. Ayano absolvierte die Fakultät für Schauspielkunst an der Nihon-Universität und studierte anschließend Gesang am regionalen Konservatorium (CRR) in Paris.
Sie stand schon auf zahlreichen Bühnen und arbeitete zusammen mit Hideki Noda in Die Hochzeit des Figaro, Matthias Rebstock in Der Fall Babel und Tetsu Taoshita in Das Porträt von Beatrice Cenci. Außerdem machte sie Gesangsaufnahmen zu Igor Strawinskys Tanzmelodram Persephone. Sie hatte 2011 eine Rolle in dem Musikvideo Chain Reaction der J-Rock-Band  Nothing’s Carved In Stone. Im selben Jahr erhielt sie beim Asia Theatre School Festival den Best Acting Award. Ab 2018 erlernte sie am Actors Space in Berlin die Meisner-Technik. Ayano ist auch im Filmgeschäft aktiv und hat an deutsch-japanischen Filmen in mehreren Hauptrollen mitgewirkt.
Seit der Premiere am 30. April 2022 spielt sie unter der Regie von Christopher Rüping in der Bühnenfassung des Romans Brüste und Eier der japanischen Autorin Mieko Kawakami als Gast am Thalia Theater in Hamburg. Bei der Berlinale 2023 war Ayano auf dem roten Teppich zu sehen.
Sie spricht fließend Deutsch, Japanisch, Englisch und Französisch.

## Auszeichnungen
- Nihon University College of Art Dean Award, 2011
- Best Acting Award vom First Asia Theater School Festival, 2011

## Werke

### Film
- 2008: Yami (Hauptrolle)[4]
- 2009: Muzin Eki (Hauptrolle)[4]
- 2009: Miyoko Asagaya Kibun (Nebenrolle, Künstlername hier Ayano Durniok)[11][4]
- 2018: Kiko in the Labyrinth als Kiko (Hauptrolle)[4]
- 2019: I am afraid of Memories als Aya (Hauptrolle)[4]
- 2019: Das schwarze Haus, Nebenrolle[12]
- 2020: Apocatastasis als Maria (Nebenrolle, Künstlername hier Ayano Durniok)[13][14]
- 2021: Ambrosia als Hanako[4]
- 2021:  The strand of equilibriums als Japanische Hexe (Hauptrolle)[4]
- 2021: Hikaru als Hikaru (Hauptrolle)[4]
- 2022: Immortal als Kaya (Hauptrolle)[15][4]

### Fernsehen
- 2018: One Hour Sence (Hauptrolle)[4]
- 2022: Hello als Akira Okawa[4]

### Theater (Auswahl)
- 2008: Where Did the Stars Go (星の行方), Tanztheater (Hauptrolle, Künstlername hier Ayano Teramoto)[16]
- 2010: Die Möwe als Nina[4]
- 2010: Momo, Momoko, Moe et……the silence between dreams (Künstlername hier Momo Kurokawa, japanisch 黒川モモ Kurokawa Momo)[17]
- 2011: Yasashī raion (やさしいライオン), Tanztheater (Künstlername hier Momo Kurokawa)[18]
- 2016–2018: Le Piège de Méduse als Frisette (Hauptrolle), Kusatsu International Summer Music Festival, Japan[4]
- 2017: Karate Musical Sauce! als Linda Yoshita (Hauptrolle)[4]
- 2017: The Portrait of Beatrice Cenci (Hauptrolle)[4]
- 2018: Perséphone (in französischer Sprache) (Hauptrolle)[4]
- 2019: Der Fall Babel (Hauptrolle, Künstlername hier Ayano Durniok), Schwetzinger Festspiele[2][19][4]
- 2020: Le Nozze di Figaro als Contessa (Hauptrolle) Tokyo Metropolitan Theater[4]
- 2022:  Brüste und Eier als Yuriko, Thalia Theater[4]

### Werbefilm
- 2019: The Unbelievabowls, Werbung der Stadt München (Ayano Durniok)[20][4]

### Musikvideo
- 2009: Mizu no youda[21][4]
- 2011: Chain Reaction[3][4]

### Diskographie
- 2018: Igor Strawinsky: Perséphone, Japan Philharmonic Orchestra[22]